# Keltie Hansen
Keltie Hansen (ur. 13 maja 1992 w Edmonton) – kanadyjska narciarka dowolna, specjalistka w half-pipie. W 2011 roku wywalczyła brązowy medal na mistrzostwach świata w Deer Valley. Na rozgrywanych trzy lata później igrzyskach olimpijskich w Soczi była trzynasta. Najlepsze wyniki w Pucharze Świata osiągnęła w sezonie 2012/2013, kiedy to zajęła 37. miejsce w klasyfikacji generalnej, a w klasyfikacji half-pipe’u zajęła szóste miejsce.

## Osiągnięcia

### Igrzyska olimpijskie
| Miejsce | Dzień     | Rok  | Miejscowość | Konkurencja | Zwycięzca     |
| ------- | --------- | ---- | ----------- | ----------- | ------------- |
| 13.     | 20 lutego | 2014 | Soczi       | Halfpipe    | Maddie Bowman |

### Mistrzostwa świata
| Miejsce | Dzień       | Rok  | Miejscowość   | Konkurencja | Zwycięzca           |
| ------- | ----------- | ---- | ------------- | ----------- | ------------------- |
| 17.     | 5 marca     | 2009 | Inawashiro    | Halfpipe    | Virginie Faivre     |
| 3.      | 5 lutego    | 2011 | Deer Valley   | Halfpipe    | Rosalind Groenewoud |
| 7.      | 5 marca     | 2013 | Voss          | Halfpipe    | Virginie Faivre     |
| 6.      | 22 stycznia | 2015 | Kreischberg   | Halfpipe    | Virginie Faivre     |
| 14.     | 18 marca    | 2017 | Sierra Nevada | Halfpipe    | Ayana Onozuka       |

### Puchar Świata

#### Miejsca w klasyfikacji generalnej
- sezon 2008/2009: 106.
- sezon 2010/2011: 51.
- sezon 2011/2012: 66.
- sezon 2012/2013: 37.
- sezon 2013/2014: 112.
- sezon 2014/2015: 58.
- sezon 2016/2017: 100.
- sezon 2017/2018: 113.

#### Miejsca na podium w zawodach
1. Soczi – 16 lutego 2013 (halfpipe) – 3. miejsce